# Centaurea pugioniformis
Centaurea pugioniformis là một loài thực vật có hoa trong họ Cúc. Loài này được Nyár. mô tả khoa học đầu tiên năm 1943.